# Juan Dalmau Ramírez
Juan Dalmau Ramírez (San Juan, 23 de juliol de 1973) és un advocat i polític porto-riqueny. El 2012 fou candidat a  governador de Puerto Rico amb el Partit Independentista Porto-riqueny.

## Biografia
Juan Dalmau Ramírez es va graduar al Colegio Católico Notre Dame de Caguas. El 1995 es llicencià per la Universitat de Puerto Rico (UPR) en Ciències polítiques i tres anys després obtingué el Juris Doctor. El 2000, Juan Dalmau obtingué el títol d'advocat a l'escola de dret de la Universitat Harvard. El 2 de juliol de 2000 va ser arrestat al costat d'altres 130 militants del Partit Independentista Porto-riqueny, per haver realitzat actes de desobediència civil en terrenys restringits per la Marina dels Estats Units d'Amèrica a l'illa de Vieques. Va estar-se trenta-tres dies a la presó.
Juan Dalmau també va exercir de professor de dret, abans de política. Ha estat assessor legislatiu del senador Manuel Rodríguez Orellana i Fernando Martín. A partir de 2003, Juan Dalmau va ocupar els càrrecs de Comissionat Electoral del Partit Independentista Porto-riqueny a la Comissió Estatal d'Eleccions i el de Secretari General del Partit. El 23 d'octubre de 2011, va ser ratificat per l'Assemblea General de la col·lectivitat com a candidat a Governador. En les eleccions de 2012 a governador va aconseguir el tercer lloc amb 47.331 vots, darrere dels candidats Alejandro García Padilla i Luis Fortuño.
El 13 de desembre de 2015 fou ratificat, al Centre de Belles Arts de Caguas, com a candidat del Partit Independentista a senador per acumulació per les eleccions de 2016, juntament amb els seus companys de partit, Hugo Rodríguez pel lloc de Comissionat Resident a Washington DC, Denis Márquez Lebrón per la Cambra de Representants per acumulació i Maria de Lourdes Santiago candidata a governadora.
Juan Dalmau és candidat a governador a les eleccions generals de 2024. Juan Dalmau presenta en el seu programa de 2024, un programa per al benestar animal, és el primer candidat, a Puerto Rico, que té en el seu programa, el benestar animal.
Juan Dalmau vol lluitar contra els avantatges fiscals per als rics que arriben a Puerto Rico.